# Sam Beckett
El Dr. Samuel "Sam" Beckett es un personaje ficticio y el protagonista de la serie de televisión de ciencia ficción Quantum Leap, interpretado por Scott Bakula.
Al principio el público sabía muy poco acerca de Sam, así como Sam sabía muy poco sobre sí mismo a causa de los huecos en su memoria, conocidos como «efecto de queso suizo».

## Biografía
Sam Beckett nació el 8 de agosto de 1953 a las 12:30 p. m. tiempo del este en Elk Ridge, Indiana, hijo del granjero John Samuel Beckett y su esposa Thelma Louise Beckett. Cuando era niño tuvo dos gatos, llamados Donner y Blitzen y nunca tuvo un perro. Sam era un niño prodigio: aprendió a leer a los dos años, hacía cálculos avanzados a los cinco y a los diez años venció a una computadora jugando ajedrez. Cuando tenía 19 años, tocó el piano en un concierto en el Carnegie Hall. También toca la guitarra, es un buen bailarín, tenor y su canción favorita es Imagine, de John Lennon.
Sam tiene memoria fotográfica, un coeficiente intelectual de 267, le gusta la cerveza light y las palomitas en microondas; también conoce algunos tipos de artes marciales y desde los nueve años le teme a las alturas. Cuando era adolescente, su familia recibió un golpe muy duro cuando Tom, el hermano mayor de Sam, murió en la Guerra de Vietnam el 8 de abril de 1970, pero Sam saltó a la unidad de su hermano en esa fecha y lo salvó. Tom (Thomas Andrew Beckett) era un buen atleta, miembro de la selección de baloncesto, graduado de la academia naval de Annapolis, comandante de la Marina estadounidense y tenía una esposa llamada Mary. Sam tenía otra hermana, de nombre Katie (Katherine Elizabeth Beckett), nacida en 1957 durante una inundación, cuyo primer esposo fue un alcohólico abusivo llamado Chuck. Se divorciaron y ahora ella está casada con el oficial naval Tte. Jim Bonnick. Viven con Thelma Beckett en Hawái desde 1974.
Sam se graduó de la preparatoria a los 16 años y, por consejo de su hermano, asiste al MIT a principios de los años setenta. Mientras estaba en el MIT, Sam y su mentor, el profesor Sebastian LoNigro, desarrollaron la teoría de cuerdas del viaje en el tiempo. Sam cursó en dos años el equivalente a cuatro en el MIT y asistió a varias universidades, obteniendo a la larga siete doctorados: Música, Medicina, Física cuántica, Arqueología, Lenguas antiguas, Química y Astronomía, pero no Psiquiatría ni Derecho. En el episodio piloto, se le dice a Sam que solo tiene seis doctorados; posteriormente se corrige a siete. Habla seis idiomas contemporáneos: inglés, español, francés, ruso, alemán y japonés, pero no italiano ni hebreo. Conoce cuatro lenguas muertas, incluyendo jeroglíficos egipcios. Es competente en artes marciales como judo, karate, muay thai y taekwondo. Ganó un Premio Nobel, probablemente en Física, aunque no se especifica en qué campo; por esto la revista TIME lo llamó «el próximo Einstein». En 1974, mientras Sam estaba en la Universidad, su padre sufre un infarto; Sam cargaría por años con la culpa por no estar presente con su familia durante ese tiempo. Una de las cosas que Sam no puede hacer es cocinar (en el episodio «Another Mother» su único intento de cocinar fracasa de forma cómica).
En la década de los ochenta, siendo un adulto joven, Sam fue un miembro clave del proyecto Starbright (nunca se revelaron los detalles de la naturaleza del proyecto), en el que conocería a algunos de sus amigos más cercanos y confiables: Al Calavicci, un oficial naval condecorado; un programador brillante conocido simplemente como Gushie y la Dra. Donna Eleese, el amor de su vida, a quien conoció en 1984. Cinco años después del proyecto Starbright Sam y Donna se comprometieron, pero el 5 de junio de 1989 Sam se quedó plantado en el altar y nunca volvió a ver a Donna.
En su tercer salto Sam conoce a Donna años antes de su compromiso. Se da cuenta de que la causa de que ella nunca se comprometiera en una relación es la relación dañada con su padre (como él la abandonó, ella inconscientemente cree que cualquier hombre que conozca invariablemente va a abandonarla y por eso los abandona a modo de precaución). Sam lleva a Donna a reconciliarse con su padre, así ella podría tener un desenlace. Como resultado, en el episodio «The Leap Back» vemos que Donna nunca dejó a Sam en el altar y hasta la fecha siguen casados. Antes de «The Leap Back» Sam no recordaba a Donna ni su matrimonio. Esto es por dos razones: en primer lugar el cerebro de «queso suizo» de Sam le causó amnesia respecto a su matrimonio; en segundo lugar Donna entendió que algunas veces, para tener un salto exitoso, era necesario que Sam tuviera encuentros románticos con algunas mujeres. Para evitarle al «correcto» Sam una angustia mental y facilitar sus saltos (quedó establecido que, a diferencia de Al, Sam toma sus votos matrimoniales muy en serio), Donna prohibió a Al o a cualquier otro advertirle a Sam que estaba casado.
Unos meses después, en 1989, Sam y Al encabezan el Proyecto salto cuántico, un experimento de viaje en el tiempo basado en la teoría de cuerdas que Sam desarrolló mientras estaba en el MIT. Las instalaciones del proyecto estaban ubicadas en Stallion's Gate, Nuevo México, en un complejo principalmente subterráneo. En 1995, tras construir la maquinaria necesaria, que incluía la cámara de escaneo holográfico y una supercomputadora («Ziggy») con acceso a una vasta base de datos históricos, los fundadores pusieron en marcha el proyecto. Sam, ansioso de probar sus teorías, se colocó prematuramente en la cámara del acelerador nuclear y se impulsó de vuelta en el tiempo.

## Viajero en el tiempo
En el episodio piloto Sam despierta en 1956, habiéndose intercambiado con un piloto de pruebas de la Fuerza aérea estadounidense. Le sorprende ver a un extraño en el espejo cuando se dispone a afeitarse. Los demás también ven a Sam como la persona a la que reemplazó. Sam descubrió pronto que el santo cuántico tuvo un efecto secundario imprevisto: tenía amnesia. Describe su situación con la analogía de su cerebro como un pedazo de queso suizo, con su memoria llena de huecos y faltándole información sobre su pasado, siendo la ausencia más consistente su matrimonio con Donna (que prefiere que Sam no recuerde su matrimonio y así lograr más fácilmente que su anfitrión se enamore y resolver lo que sea que necesite lograr).
Al, un observador contemporáneo de Sam, aparece para guiarlo a él y al público en la confusión, tiene que convencer a Sam de que no es una alucinación; como es un holograma sincronizado con las ondas cerebrales de Sam y solo él puede verlo y oírlo, es difícil convencerlo de que es real. Al comunica a Sam una teoría para regresarlo al presente: que una influencia desconocida (Dios, el destino o el tiempo) está usando a Sam para corregir algún error en el pasado ─en este caso salvar la vida del piloto al que Sam está reemplazando, quien en la historia original murió en un avión experimental─.
Al corregir la historia Sam salta, pero no hacia su hogar; esta vez asume la identidad de un jugador de béisbol de las ligas menores llamado Tim Fox. Sam continua viajando a través del tiempo durante el resto de su vida (en un epílogo al final de la serie se nos dice que Sam nunca vuelve a casa, para nosotros son los siguientes cuatro años y cinco temporadas, es decir, lo que duró el programa al aire); intercambiando identidades con varias personas y, como repetía el lema del programa, «corregir lo que alguna vez salió mal».

## La teoría de cuerdas del Dr. Beckett
La teoría del viaje en el tiempo de Sam, desarrollada con el profesor LoNigro, está basada en un universo en expansión. La vida de una persona es como el largo de una cuerda: un extremo representa el nacimiento y el otro la muerte. Si uno ata los extremos de la cuerda su vida se vuelve un círculo. Luego, al enrollar el círculo, los días en la vida de unió se tocarían entre sí sin una secuencia. Por tanto, al saltar de una parte a otra de la cuerda permitiría que alguien viajara hacia atrás y hacia adelante dentro de su propia vida, logrando así un «salto cuántico» entre cada periodo de tiempo (nunca explicaron cómo se cumplía esto exactamente).
Con este principio en mente San salta generalmente limitándose a los periodos comprendidos dentro de su propia vida; sin poder saltar a fechas previas a su nacimiento o a su propio futuro. Sin embargo hubo algunas excepciones: En «The Leap Back» Sam cambia de lugar con Al, que saltó a 1945 y después, en un episodio, pudo reemplazar al propio Al en el pasado. La explicación del reemplazo a Al fue que este había dejado suficiente código genético a Sam para que pudiera saltar dentro de su propia vida (ya que estaba dentro del propio Al). En «The Leap Between the States» Sam pudo saltar fuera de su propio lapso de vida y ubicarse dentro de la Guerra de secesión, en la vida de su bisabuelo. La explicación fue que el vínculo genético de Sam con su antepasado le permitió hacerlo. También fue en parte un «error» mencionado y luego corregido por Ziggy, implicando que Sam no podría hacer eso de nuevo y que otra vez estaba limitado a su propio lapso vital. En dos de los primeros episodios, «Play It Again, Seymour» (que ocurrió el 14 de abril de 1953) y «The Americanization of Machiko» (ocurrido el 4 de abril de 1953) Sam saltó a fechas previas a la de su nacimiento, el 8 de agosto de 1953. Aunque esto pudo ser un error de continuidad, el creador Donald P. Bellisario explicó que la vida de Sam se inicia desde su concepción en vez de su nacimiento propiamente dicho, y tales fechas estaban distantes menos de nueve meses al 8 de agosto de 1953, validando las fechas de los saltos. Una vez que se establece la fecha de nacimiento de Sam, no hay después saltos previos a esa fecha, con las excepciones ya mencionadas.
Al explica la teoría de cuerdas en el episodio piloto y Sam, recobrando sus recuerdos de la teoría, se la explica a Donna en el segundo episodio, «Star-Crossed». Posteriormente se revela que esta teoría es desarrollada de forma independiente por el actor y aspirante a viajero en el tiempo Moe Stein in «Future Boy», quien la explica en su programa de televisión como respuesta a la pregunta del joven televidente Sam Beckett, que en esa época aún era un niño que vivía en Indiana; solo la falta de recursos evitó que Moe creara el proyecto salto cuántico décadas antes que Sam.

## Cambios en su propia vida
Aunque sus propias reglas prohibieran explícitamente alterar el pasado para su propio beneficio, Sam alteró su historia y la de sus seres queridos en numerosas ocasiones:
- En el segundo episodio «Star-Crossed», Sam reúne a su futura prometida Donna, que tenía 19 años en esa época, con su alejado padre (quien al mismo tiempo y secretamente estaba exponiendo el escándalo de Watergate). Como resultado, los temores de Donna de ser abandonada por quienes le importaban nunca fueron un problema, resultando que ella no deja a Sam en el altar y la pareja se casa (tal como se descubre en episodios posteriores). Esta unión atrae a Donna al Proyecto salto cuántico y, aunque los contactos militares de su padre aseguraban recursos gubernamentales, así reemplazaron el comité de supervisión privado por un comité de supervisión gubernamental.
- En el estreno de la segunda temporada, «Honeymoon Express», el comité de supervision gubernamental trató de cerrar el proyecto debido al presupuesto anual multimillonario. Al trató, en un intento por demostrar que Sam había saltado, de que éste previniera la misión U-2 de 1960, ya que había saltado a dos días antes del suceso. Sam no pudo prevenir la misión U-2, pero salvó el proyecto al salvar la vida de una joven y después ayudarla a pasar sus exámenes de leyes cambiando la historia. Ahora esa misma mujer es la jefa del comité y aprueba el presupuesto del proyecto.
- En el episodio «M.I.A.», Al trató de que Sam salvara su primer matrimonio, lo que casi le cuesta la vida al hombre al que Sam realmente había ido a salvar (aunque esto ocurrió solo porque Al omitió correr a través de Ziggy por otros escenarios en lugar de incurrir en una omisión deliberada). Al final Sam saltó, pero no pudo salvar el matrimonio de Al (ver entrada final).
- En el estreno de la tercera temporada, «The Leap Home», Sam saltó dentro de sí mismo como adolescente para ganar un partido de baloncesto que su equipo originalmente perdió (la victoria permitiría a su entrenador volverse profesional y también daría a dos de sus compañeros la oportunidad de ir a la universidad con sendas becas). Mientras tanto, trata infructuosamente de salvar la vida de su padre y su hermano ─su padre estaba destinado a morir de un infarto y su hermano en la Guerra de Vietnam─, pero Al sugiere que al final tendría la oportunidad de despedirse de ellos. Cuando Sam salta se encuentra con su hermano dentro de su unidad especial en Vietnam. Ahí Sam salvó la vida de su hermano, perdiendo la oportunidad de liberar a un joven Al y a otros dos prisioneros de guerra de los Vietcong, que los tenían cautivos, aunque Al le aseguró que lo entendía, debido a que Sam se aseguró de que una foto que probaba que Al seguía vivo se enviase al gobierno.
- En el estreno de la cuarta temporada, «The Leap Back», Sam y Al cambian lugares como saltador y observador, dejando a Al en 1945, aparentemente en el día de su nacimiento y volviendo a casa. Cuando Al es inutilizado en el pasado, Sam entra de Nuevo a la máquina para intercambiar lugares on Al.
- En el episodio «Trilogy, parte II», Sam procrea una hija, Samantha Josephine 'Sammy Jo' Fuller. Al igual que su padre, Sammy Jo fue una niña prodigio con memoria fotográfica. Ella crecería y sería parte del equipo del Proyecto salto cuántico.
- En el capítulo final, «Mirror Image», Sam aprendió la verdad de que él era y siempre fue quien controlaba su viaje por el tiempo (sin embargo solo lo hacía a través de su subconsciente). Aunque al principio aceptó este hecho, Sam regresó a un solo punto en el tiempo y se aseguró de que el matrimonio de Al con su primera esposa Beth, sobreviviera los años de Al como prisionero en Vietnam.

- Datos: Q3033533